# Emil Selenka
Emil Selenka (Braunschweig, 27 februari 1842 - München, 20 februari 1902) was een Duits zoöloog. Selenka is bekend om zijn onderzoek naar ongewervelden en mensapen, en van de expedities die hij naar de tropen organiseerde.

## Leven en werk
Selenka's vader, Johannes Selenka, was een boekbinder in Braunschweig. Emil Selenka studeerde natuurlijke historie aan de universiteit van Göttingen. Na in 1866 te zijn gepromoveerd met een studie van zeekomkommers werd hij assistent van de zoöloog en anatoom Wilhelm Moritz Keferstein (1833-1870). In 1868 werd hij hoogleraar in de zoölogie en vergelijkende anatomie aan de universiteit van Leiden. Onder zijn studenten bevonden zich de later bekend geworden biologen Ambrosius Hubrecht en Hugo de Vries. In 1874 verwisselde hij deze universiteit voor de universiteit van Erlangen. In 1895 werd hij ten slotte hoogleraar aan de universiteit van München. Hij was mede-oprichter van het wetenschappelijk tijdschrift Biologisches Zentralblatt.
Selenka deed onderzoek naar de anatomie, embryologie en taxonomie van mariene ongewervelden, vooral stekelhuidigen (Echinodermata). Hij schreef mee aan het verslag van de Challengerexpeditie, waarbij hij de ringwormen beschreef. Later verschoof zijn interesse naar zoogdieren, met name mensapen. Hij deed embryologisch onderzoek naar de vroege ontwikkeling van het embryo en de vorming van het kiemblad bij zoogdieren en anatomisch onderzoek naar de schedels en tanden van mensapen, met name orang-oetans en gibbons. Hij vond bewijs dat de verspreiding van verschillende rassen orang-oetans het gevolg was van geografische afzondering (allopatrische soortvorming). Selenka onderzocht ook de evolutie van buideldieren en hun overeenkomsten met reptielen. Hij was daarbij vooral geïnteresseerd in overeenkomsten en de verwantschap tussen Zuid-Amerikaanse en Australische buideldieren.
Om materiaal te verzamelen organiseerde hij expedities. In 1877 reisde hij naar Brazilië. Vanaf 1892 leidde hij een twee jaar durende expeditie naar Oost-Azië. Deze expeditie bezocht onder andere Ceylon, Nederlands-Indië, Japan en Australië. Op deze reis werd hij vergezeld door zijn vrouw Margarete Selenka (1860-1922), zelf ook zoöloog, met wie hij in 1893 getrouwd was. Toen Selenka in Nederlands-Indië ernstig ziek werd en naar Duitsland terug moest keren, zette zijn vrouw zijn werk in Borneo voort. Selenka schreef met zijn vrouw een verslag van de expeditie, getiteld Sonnige Welten- Ostasiatische Reiseskizzen.

## Publicaties
- Beiträge zur Anatomie und Systematik der Holothurien, (1867)
- Zoologische Studien, (1878)
- Studien über Entwickelungsgeschichte der Thiere, (1883)
- Zoologisches Taschenbuch für Studierende zum Gebrauch bei Vorlesungen und praktischen Übungen zusammengestellt, (1897)

- Bibliothèque nationale de France: cb133204923 (data)
- Stuttgart Database of Scientific Illustrators 1450–1950: 10614
- Gemeinsame Normdatei: 117473855
- International Standard Name Identifier: 0000 0001 1027 9779
- Library of Congress Control Number: n2008013784
- Nationale Bibliotheek van Tsjechië: mub20191023974
- Nationale Bibliotheek van Israël: 987007594632705171
- Nederlandse Thesaurus van Auteursnamen: 075220954
- SNAC: w62n86pg
- Système universitaire de documentation: 034973125
- Virtual International Authority File: 61690647
- WorldCat: E39PBJbM4RRqpX3fJVX8kXymVC